# Хотеллинг, Гарольд
Гарольд Хотеллинг (англ. Harold Hotelling; 29 сентября 1895, Фулда, Миннесота — 26 декабря 1973, Чапел-Хилл, Северная Каролина) — американский экономист и статистик, автор названных в его честь теста, леммы и правила, а также модели линейного города.

## Биография
Гарольд родился 29 сентября 1895 года в семье Клер и Люси Роусон Хотеллинг, а в 1905 году вместе со своей семьёй переехал в Сиэтл штат Вашингтон.
Во время Первой Мировой войны он вступил в армию и служил в лагере Льюис, штат Вашингтон, а после войны устроился журналистом. В 1920 году женился первый раз на Флой Трейси.
В 1919 году получил степень бакалавра по журналистике, а в 1921 году степень магистра по математике в университете Вашингтон, степень доктора философии в 1924 году в Принстонском университете.
Преподавательскую деятельность начал младшим научным сотрудником в исследовательский институт питания Стэнфордского университета в период 1927—1931 годах, затем и в Колумбийском университете в период 1931—1946 годов, где возглавлял кафедру экономики.
В его научную группу входили бежавшие от нацизма Генри Манн и Абрахам Вальд, последний, работая с Гарольдом, сумел разработать концепцию последовательного анализа и теории статистических решений.
Его первая жена умерла рано, в 1932 году, оставив двоих детей. 14 июня 1934 года Гарольд женился повторно на Сюзанне Портер Эдмондсон. В 1939 году они уехали в Нью-Йорк, а после посетили Индию, где Гарольд читал лекции в Калькутте. После возвращения в 1940 году, он занимается статистическими исследованиями с некоторыми военными приложениями. Так, благодаря его исследованиям боевых самолетов, которые вернулись после заданий, были укреплены дополнительной бронёй в тех местах, где повреждения были минимальны, справедливо предположив, что эти места более уязвимы и максимально подтверждены воздействиям, а машин с данными повреждениями нет в связи с тем, что данные машины просто не вернулись из боя.
С 1946 года до выхода на пенсию в 1966 году возглавлял институт математической статистики при университете Северной Каролины. В 1965 году Гарольд был приглашенным профессором в университете Буэнос-Айреса. После его ухода на пенсию в 1966 году, он оставался активным в своей профессии и продолжал путешествовать в течение нескольких лет. Он умер во сне и похоронен в Чапел-Хилл недалеко от университета, оставив жену и семерых детей.
Был одним из первых членов, а в период 1936—1937 годах президентом Эконометрического общества. В 1965 году был одним из первых заслуженных членов Американской экономической ассоциации. Заслужил почетную степень доктора в Чикагском университете в 1955 году и в Рочестерском университете в 1963 году. В 1970 году становится членом Национальной Академии наук США, а также был избран членом итальянской Национальной академии наук деи Линчеи в 1973 году.

## Память
В честь Гарольда одна из улиц города Чапел-Хилл носит его имя в округе Ориндж штата Северная Каролина США.

## Основной вклад в науку
Гарольд стал широко известен благодаря предложенным им статическим инструментам теста Хотеллинга и леммой Хотеллинга, а также экономическим правилом Хотеллинга, определяя оптимальный уровень на добычу невозобновляемых природных ресурсов и цены естественных монополистов на продукты в размере предельных издержек, и моделью линейного города, в котором существует взаимосвязь между неценовой конкуренции и географическим размещением конкурирующих фирм, где принцип максимизации прибыли заставляет конкурентов располагаться близко друг к другу.

## Награды
- 1972 — премия штата Северная Каролина[англ.] за вклад в науку.